# Peter Lang AG
La Peter Lang AG è una casa editrice svizzera specializzata in editoria accademica. Ha sede a Pieterlen e Berna, in Svizzera, con uffici a Bruxelles, Francoforte sul Meno, New York, Dublino, Oxford, Vienna e Varsavia.

## Storia
La società è stata fondata a Francoforte sul Meno nel 1970 dall'editore svizzero Peter Lang. Dal 1982 ha una consociata americana, Peter Lang Publishing USA, specializzata in libri di testo per l'uso in classe, nei media e nella comunicazione e studi, nonché monografie in discipline umanistiche e scienze sociali.
Pubblica ogni anno oltre 1.800 titoli accademici, sia in formato cartaceo che digitale, con una lista di oltre 55.000 libri. Ha la sua completa raccolta di riviste online disponibile su Ingentaconnect.com e distribuisce i suoi libri di testo digitali a livello globale attraverso Kortext.

## Riviste accademiche
Peter Lang pubblica 23 riviste accademiche:
- Asiatische Studien/Études Asiatiques
- Cognitive Semiotics
- Compar(a)ison
- Cultura
- Faits de Langues
- Informationes Theologiae Europae
- International Journal of Musicology, New Series
- Jahrbuch für Internationale Germanistik
- Jahrbuch für Pädagogik
- Journal of International Mobility
- Journal of Public Pedagogy
- Literatur für Leser
- Mediaevistik
- Neue Politische Literatur
- Pädagogische Rundschau
- Philology
- Philosophy and Theory in Higher Education
- SPIEL, Neue Folge
- Variations
- Zeitschrift für Angewandte Linguistik
- Zeitschrift für Germanistik Online DB
- Zeitschrift für Weltgeschichte
- Zeitschrift für Wortbildung/Journal of Word Formation